# Anna-Louisa-Geertruida Bosboom-Toussaint
Anna-Louisa-Geertruida Bosboom-Toussaint (Alkmaar, 16 de setembre de 1812-La Haia, 13 d'abril de 1886) fou una escriptora neerlandesa.
És l'autora holandesa de novel·la històrica més important dins del moviment de renovació de les lletres neerlandeses posterior a 1830. El seu interès es concentra a exposar amb un rerefons històric l'experiència religiosa, en una època de gran convulsió espiritual i social, com fou l'ascens de la reforma als Països Baixos.

## Biografia
Era filla d'un farmacèutic d'Alkmaar, on passà la infantesa; va fer els estudis a Harlingen i durant els primers anys de formació va desenvolupar el gust per la investigació històrica.

## Obra
Als vint-i-cinc anys va escriure la novel·la Allegro (1837). La revolució de 1830 va obrir un moviment de renovació de les lletres neerlandeses. Les seves narracions descriuen les escenes dramàtiques d'aquest període de la història. Algunes de les obres d'aquests temps són El comte de Devonshire (1838), Els anglesos a Roma (1840), La casa Lauernesse (1840), El comte de Leicester a Holanda (1846).
Aquestes històries, situades en algunes de les èpoques més interessants de la història holandesa, denoten un gran coneixement i comprensió de fets i situacions històriques. Sovint s'ha anomenat Anna-Louisa-Geertruida “la poeta del protestantisme” perquè les seves novel·les expliquen moments d'una gran transcendència del començament de la reforma protestant a Holanda, com l'obra La casa Lauernesse (Het Huis Lauernesse), situada l'any 1520, període que els neerlandesos anomenaven “Le Réveil”, i en què hi ha un diàleg teològic entre la protagonista catòlica Otteline i el viatger que predica la nova fe, Paul Van Mansfield, que finalment acabarà convertint la jove en protestant. El promès d'Otteline, el capità de l'exèrcit imperial Arnaud Reiner, defensarà l'Església catòlica dins de la Inquisició espanyola, abandonant el compromís amb la seva estimada. La lluita entre els sentiments serà constant al voltant de la família i els retrobaments de la parella. Finalment l'escena acaba dramàticament.
La vida de casada amb el pintor Jan Bosboom, des de 1851, no va trencar la seva carrera d'escriptora de novel·les històriques i va publicar obres com El mag de Delft i Gideon Florenz (1870). Posteriorment es va dedicar a una novel·la més contemporània, però també de gran èxit, com El major Franz (1874).

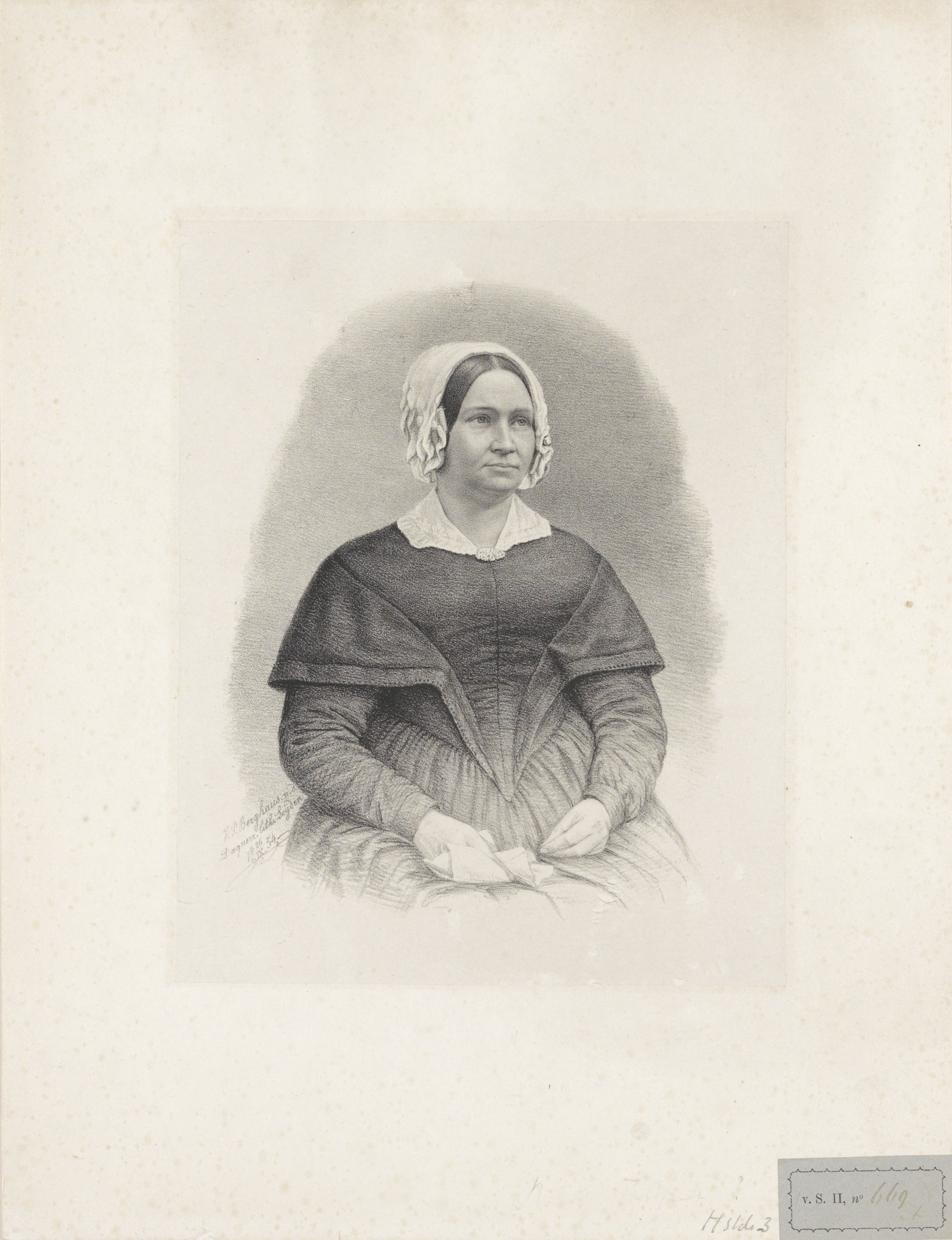
Retrat d'Anna Louisa Geertruida Bosboom-Toussaint, Johann Peter Berghaus, 1854. Rijksmuseum. Amsterdam